# Adolf Oberländer
Adolf Oberländer (Ratisbona, 1º ottobre 1845 – Monaco di Baviera, 29 maggio 1923) è stato un pittore e disegnatore tedesco, uno dei più apprezzati disegnatori umoristici tedeschi.

## Biografia

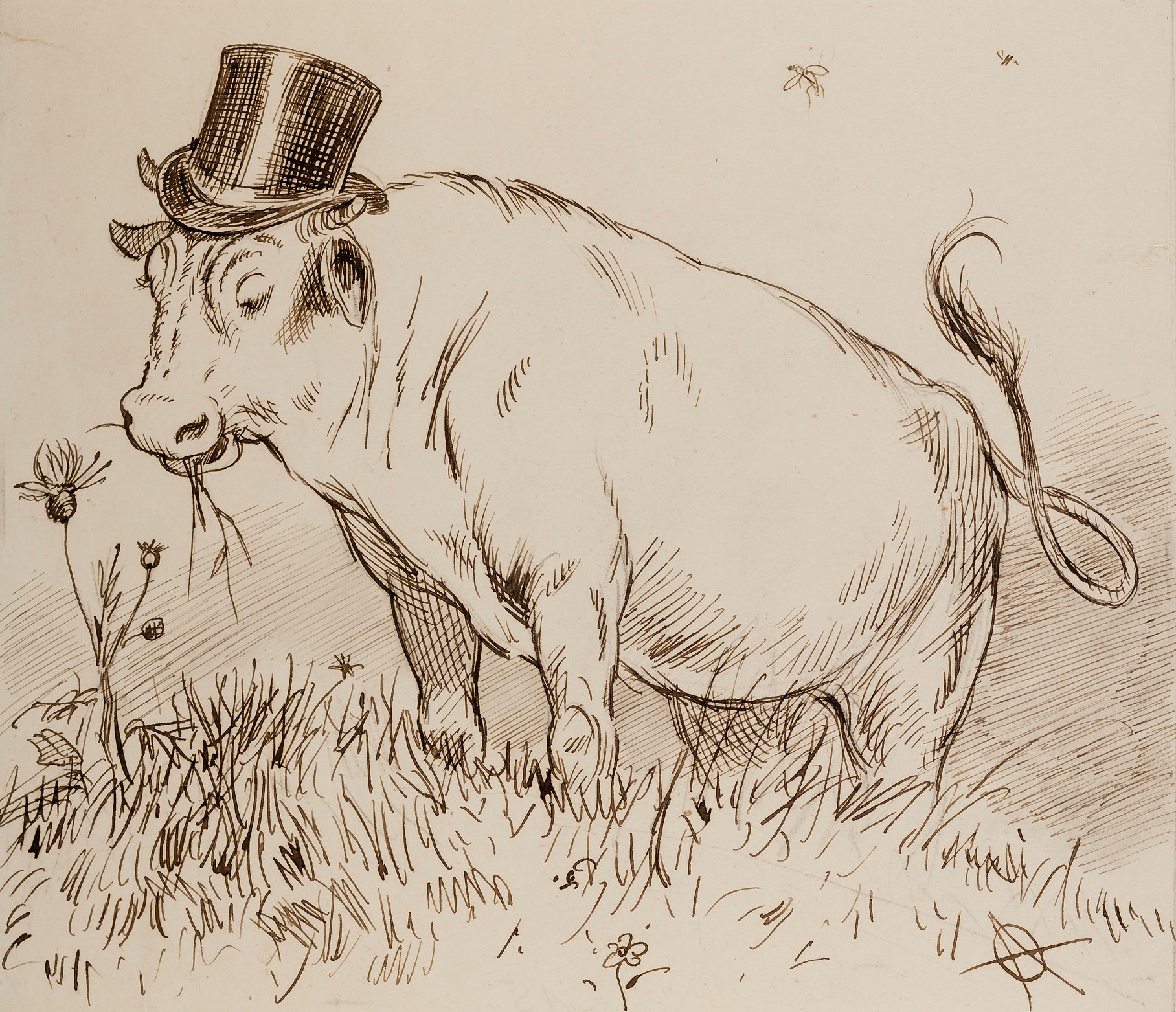
Il bue (1876)

Adolf Oberländer si avvicinò all'arte studiando pittura all'Accademia delle belle arti di Monaco di Baviera, sotto la guida di Karl Theodor von Piloty, e dopo poco tempo capì che la sua vera passione erano la caricatura e i disegni a fumetti, umoristici e satirici, nei quali esprimeva pienamente il suo genio creativo.
Quindi dal 1863 iniziò a collaborare con lo staff del Fliegende Blätter, una rivista illustrata tedesca di genere umoristico, e dal 1869 lavorò per i Münchner Bilderbogen.
A differenza dell'umorista e poeta Wilhelm Busch, il cui scopo era la massima semplicità della linea e i cui disegni costituivano un commento alla leggenda, l'opera di Oberländer è essenzialmente pittorica ed espressiva in sé, senza l'aiuto e l'aggiunta della linea scritta. I due artisti sono considerati i più importanti rappresentanti del disegno umoristico in Germania.
I soggetti di Oberländer sono ispirati dalla mitologia, dalle leggende delle fate, dalle favole, dalla vita animale, dai costumi e dalle abitudini della classe media tedesca; si dimostrarono soprattutto molto popolari le immagini grottesche e acute di animali umanizzati, che rappresentò in numerosi dipinti.
Tra i suoi migliori disegni ci sono le sue parodie sullo stile di noti pittori, come Variazioni sul tema del bacio.
Le sue opere sono state raccolte nell'Oberländer-Album (1879-1901), pubblicato da Braun e Schneider a Monaco.
Le sue opere sono esposte nelle gallerie di Monaco, Berlino, Dresda e in altre città della Germania e in collezioni private.

## Opere
- Allegoria del vino;
- Siesta;
- Giganti e nani;
- Il bue (1876);
- Il cammello (1876);
- La raganella (1876);
- Il più nuovo panorama dipinto  (1887);
- Il poeta nel caffè (1888).

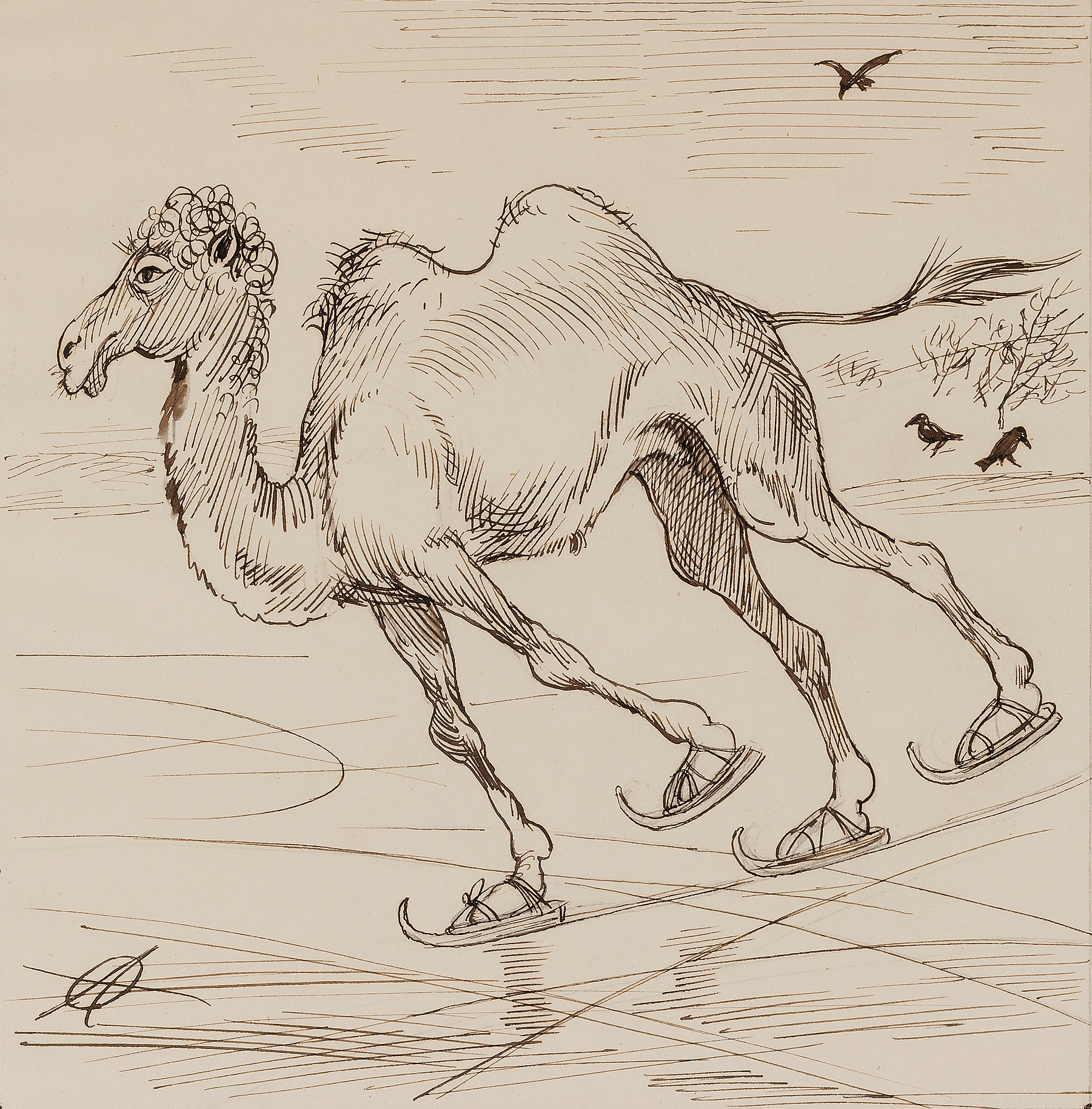
Il cammello (1876)
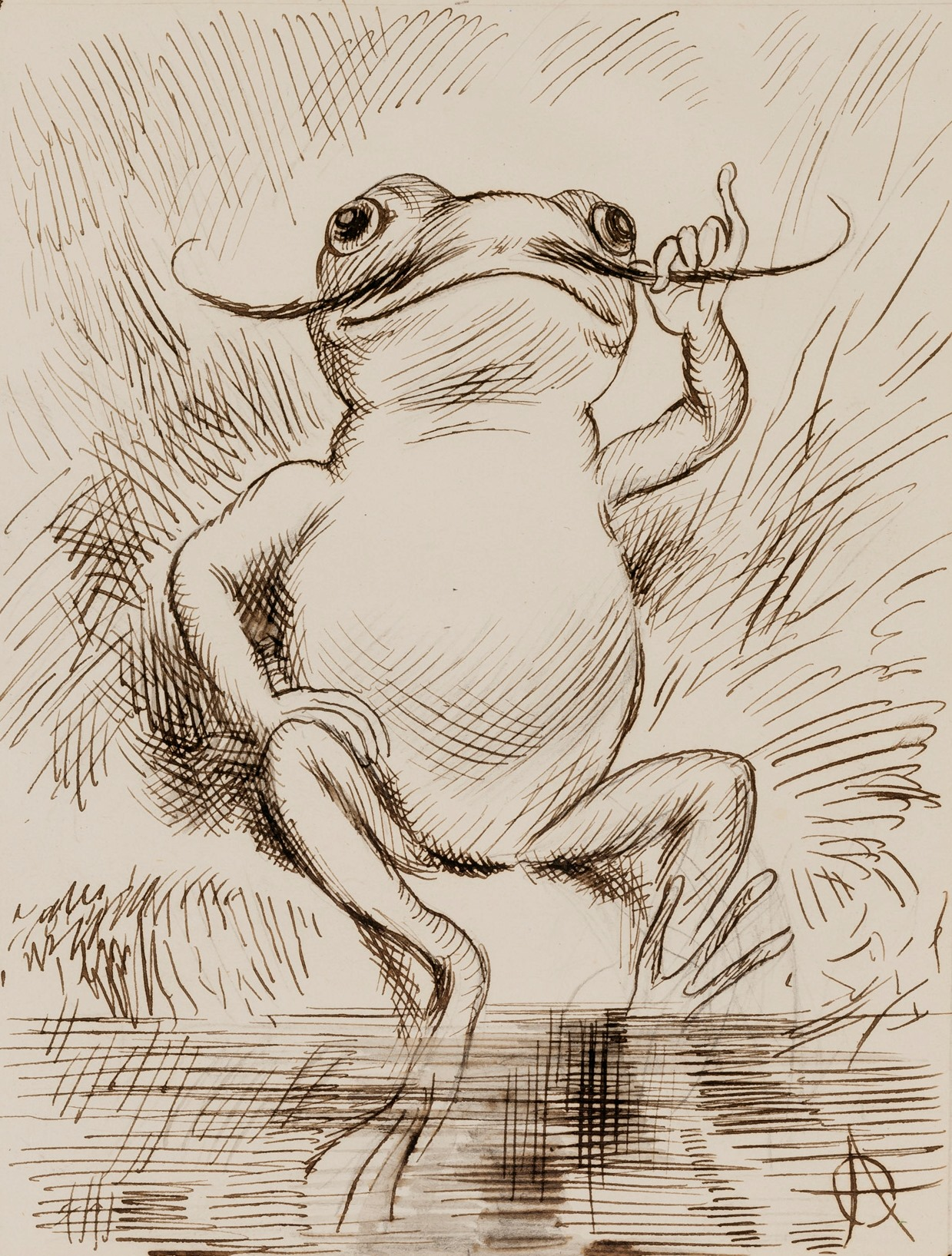
La raganella (1876)
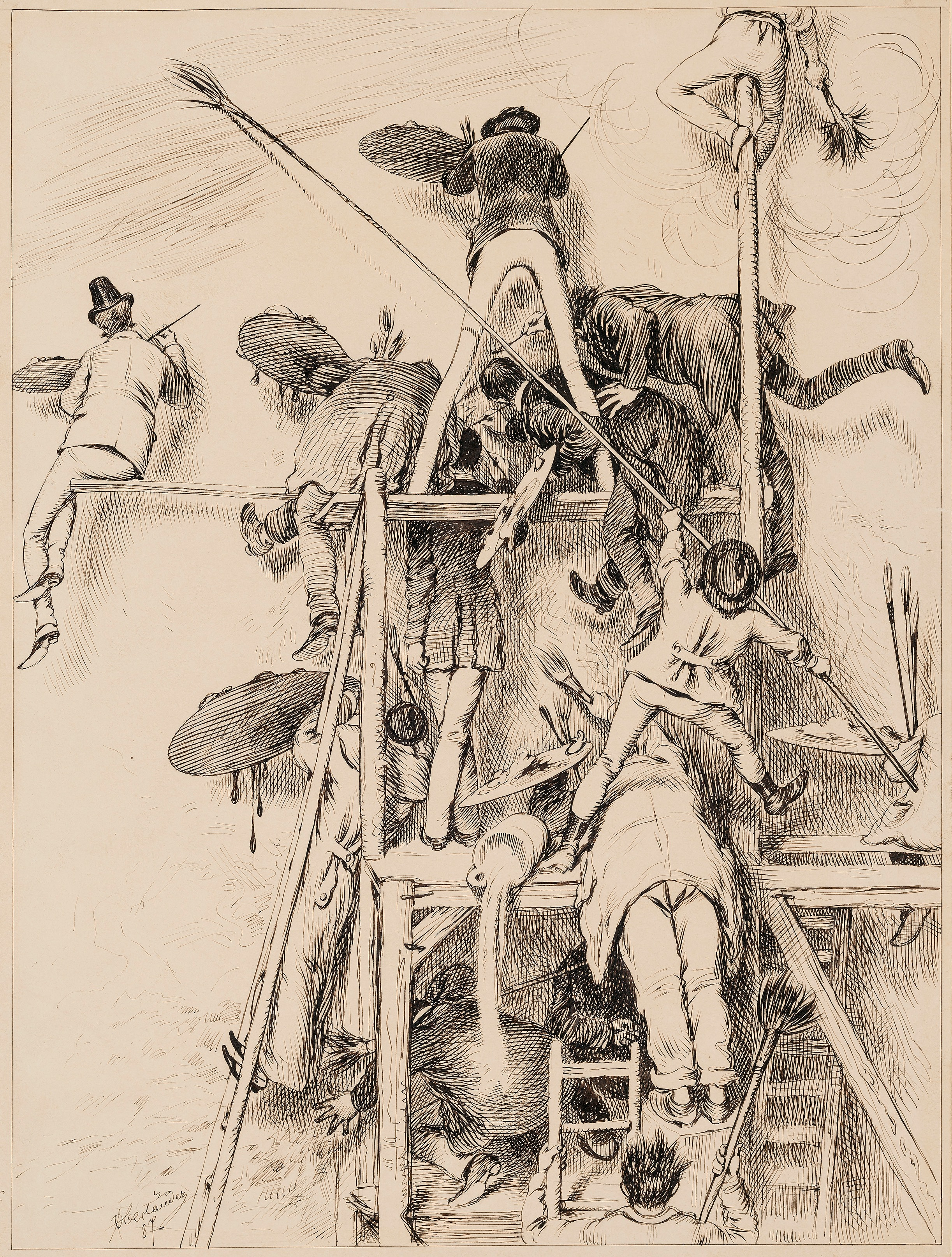
Il più nuovo panorama dipinto  (1887)
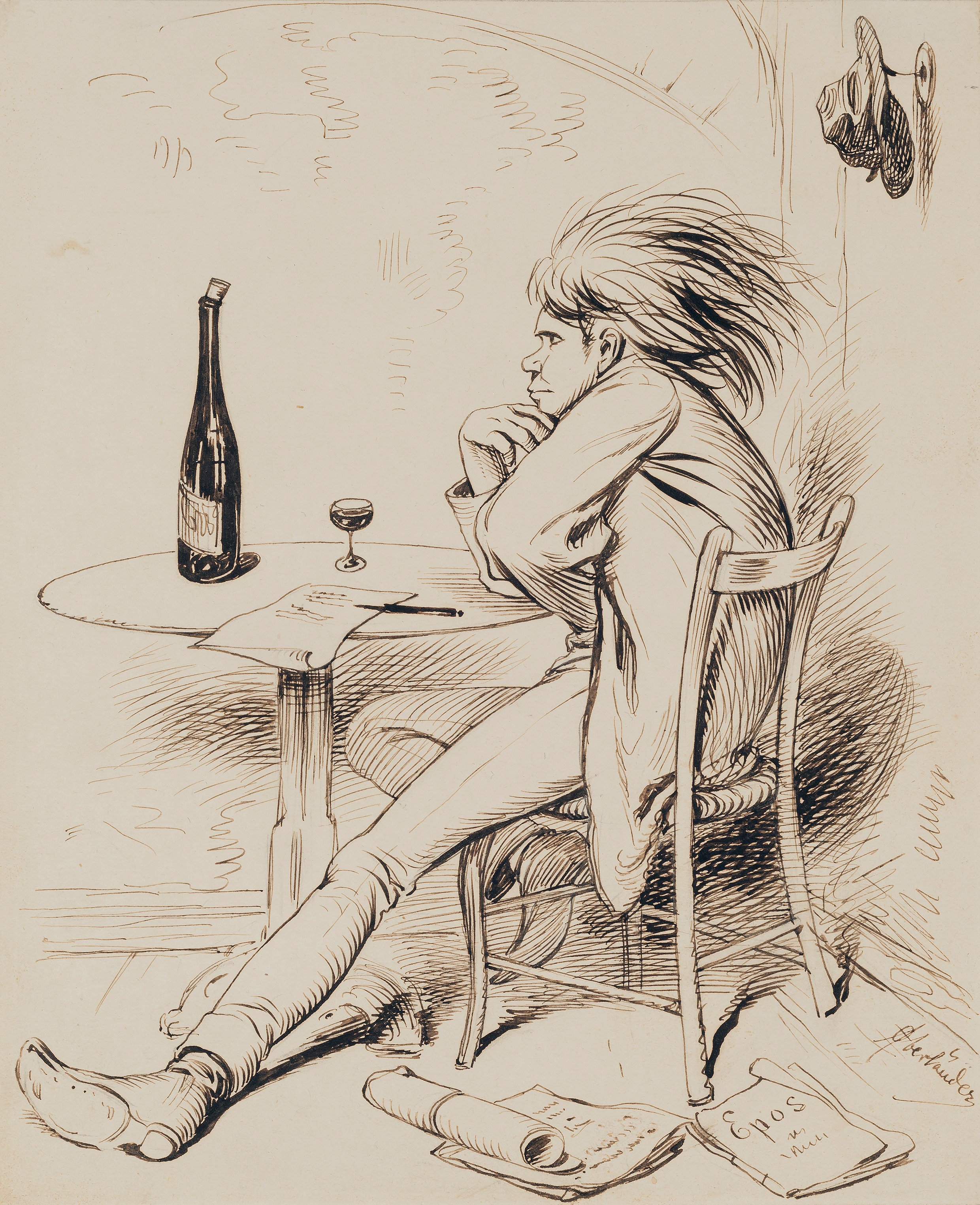
Il poeta nel caffè (1888)